# Ânkhkherednéfer
 (février 2023).
Ânkhkherednéfer (ˁnḫ ẖrd nfr, « Le bel enfant vit ») est un ancien fonctionnaire égyptien connu par une statue cube trouvée dans le Tell el-Maskhouta (peut-être l'ancien Pithôm). La statue a été commandée pour le temple par Ânkhkherednéfer lui-même. Les statues de ce type encourageaient les visiteurs à réciter des prières d'offrande, leur assurant une subsistance éternelle. Les côtés sont incisés de deux triades de dieux : Rê-Horakhty, Shou et Tefnout d'un côté ; et Amon-Rê, Mout et Khonsou de l'autre. Le dos porte les titres du propriétaire et les cartouches d'Osorkon II. La statue, faite de granit rouge, se trouve maintenant au British Museum (BM 1007).
Ânkhkherednéfer a servi sous le roi Osorkon II dont le nom apparaît sur la statue. Sur la statue, il porte les titres :
- « Bon scribe du temple d'Atoum »,
- « Seigneur de Tourah »[2],
- « Lieutenant suprême du pharaon ».
- | rwD · aA | S3 | aH |

| rwD · aA | S3 | aH |